# Williams FW30
Williams FW30 – bolid teamu WilliamsF1, używany w sezonie 2008 Formuły 1. Bolid został zaprezentowany 21 stycznia 2008 roku, w Walencji (Hiszpania). Bolid został następcą konstrukcji z sezonu 2007, Williamsa FW29. Jego następcą pozostał Williams FW31 używany w sezonie 2009. Kierowcami bolidu zostali Nico Rosberg i Kazuki Nakajima. Pojazd zadebiutował w Grand Prix Australii 2008, a ostatni wyścig przejechał podczas Grand Prix Brazylii 2008.

## Wyniki
| Legenda oznaczeń w tabelach wyników Wyświetl szablon na nowej stronie | Legenda oznaczeń w tabelach wyników Wyświetl szablon na nowej stronie                                                                     |
| Oznaczenie                                                            | Wyjaśnienie |
| --------------------------------------------------------------------- | --- |
| Złoty                                                                 | Zwycięzca lub mistrzostwo |
| Srebrny                                                               | 2. miejsce lub wicemistrzostwo |
| Brązowy                                                               | 3. miejsce lub II wicemistrzostwo |
| Zielony                                                               | Ukończył, punktował (w klasyfikacji generalnej, gdy zdobył co najmniej jeden punkt na przestrzeni sezonu, poza trzema powyższymi opcjami) |
| Niebieski                                                             | Ukończył, nie punktował (w klasyfikacji generalnej, gdy nie zdobył co najmniej jednego punktu na przestrzeni sezonu)                      |
| Czerwony                                                              | Nie zakwalifikował się (NZ) |
| Czerwony                                                              | Nie prekwalifikował się (NPK) |
| Różowy                                                                | Nie ukończył (NU) |
| Różowy                                                                | Niesklasyfikowany (NS) (w klasyfikacji generalnej, gdy nie został sklasyfikowany w żadnym wyścigu sezonu)                                 |
| Czarny                                                                | Zdyskwalifikowany (DK) |
| Czarny                                                                | Wykluczony (WYK/EX) |
| Biały                                                                 | Nie wystartował (NW) |
| Biały                                                                 | Kontuzjowany (K/INJ) |
| Biały                                                                 | Wyścig odwołany (OD/C) |
| Bez koloru                                                            | Został wycofany (WYC/WD) |
| Bez koloru                                                            | Nie przybył (NP/DNA) |
| Bez koloru                                                            | Nie brał udziału w treningach (NT/DNP) |
| Bez koloru                                                            | Nie został zgłoszony (–) |
| Pogrubienie                                                           | Start z pole position |
| Kursywa                                                               | Najszybsze okrążenie wyścigu |
| †                                                                     | Nie ukończył, ale jego rezultat został zaliczony ze względu na przejechanie więcej niż 90% dystansu wyścigu.                              |
| *                                                                     | Sezon w trakcie |
| 1/2/3                                                                 | Punktowana pozycja w sprincie kwalifikacyjnym                                                                                             |
| Lista systemów punktacji Formuły 1                                    | |

| Williams | Nico Rosberg    | 3 | 14 | 8  | NU | 8  | NU | 10 | 16 | 9 | 10 | 14 | 8  | 12 | 14 | 2 | 11 | 15 | 12 | 17 | 13 |
| Williams | Kazuki Nakajima | 6 | 17 | 14 | 7  | NU | 7  | NU | 15 | 8 | 14 | 13 | 15 | 14 | 12 | 8 | 15 | 12 | 17 | 9  | 15 |